# Krystyna Bochenek
Krystyna Maria Bochenek, nata Neuman (Katowice, 30 giugno 1953 – Smolensk, 10 aprile 2010), è stata una politica polacca, Vice Maresciallo del Senato della Polonia in rappresentanza di Piattaforma Civica (Platforma Obywatelska).
Era tra le persone che il 10 aprile 2010 si stavano recando alla commemorazione del massacro di Katyn' a bordo del Tupolev Tu-154, che trasportava il Presidente della Polonia Lech Kaczyński, insieme alla moglie Maria e altre persone, tra cui moltissimi importanti esponenti della vita politica, economica e militare polacca. L'aereo si è schiantato in fase di atterraggio presso la base aerea di Smolensk, in Russia, uccidendo tutti i 96 passeggeri.